# БОР-5

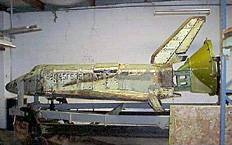
БОР-5

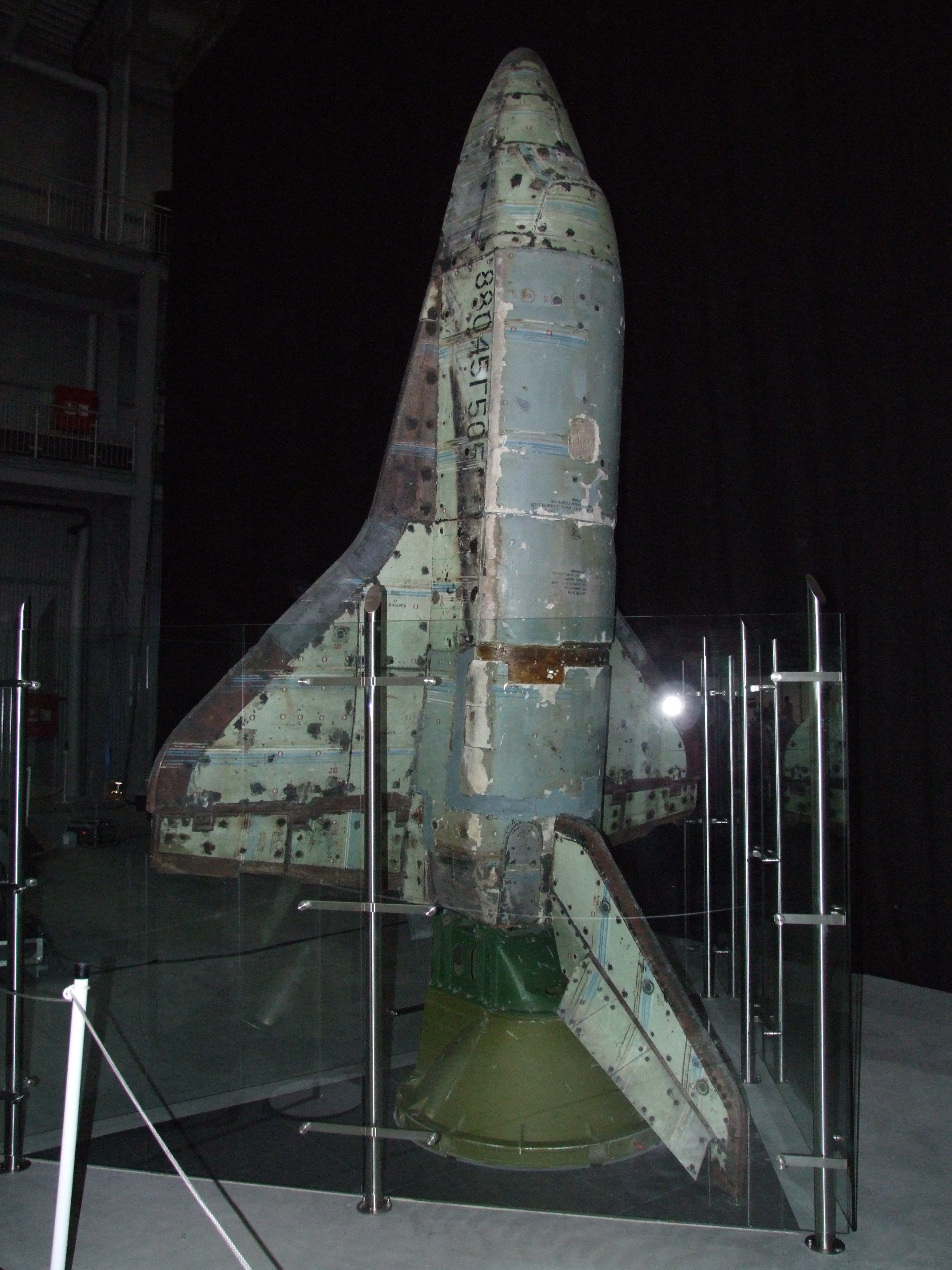
БОР-5 в Музее техники в Шпайере

БОР-5 (беспилотный орбитальный ракетоплан) — экспериментальный аппарат, габаритно-весовая модель орбитального корабля «Буран» в масштабе 1:8. Создавался как часть авиационно-космической системы «Спираль», модифицированной в рамках программы «Энергия — Буран». Использовался для проверки аэродинамических характеристик, распределения давления по поверхности аппарата, определения тепловых нагрузок, проверки методов аэродинамического расчёта, применявшихся при проектировании корабля «Буран». БОР-5 изготавливался на ЭМЗ им. Мясищева при участии специалистов ЛИИ им. М.М. Громова и НПО «Молния».

## Запуск
БОР-5 запускался при помощи ракеты-носителя «К-65М-РБ5» (модификации РН «Космос-3М») с космодрома Капустин Яр в сторону озера Балхаш по суборбитальной траектории. Дальность полёта аппарата составляла 2000 км, максимальная высота траектории — 210 км. После отделения от ракеты аппарат входил в плотные слои атмосферы и совершал управляемый полёт, соответствующий расчётной траектории корабля «Буран». На высоте 7-8 км аппарат выполнял крутую спираль для погашения скорости полёта, после чего на высоте 3 км выпускался парашют, на котором БОР-5 и совершал приземление с вертикальной скоростью 7-8 м/с.
Один из БОРов недавно[когда?] был выставлен на продажу во Флориде за $155 тыс.

## Полёты
Всего было осуществлено пять запусков БОР-5. Первый пуск, состоявшийся 6 июля 1984 года, закончился неудачно: аппарат не смог отделиться от ракеты-носителя. Однако последующие четыре запуска в 1985—1988 гг. прошли успешно.
| № | Наименование | Дата       | Примечание |
| - | ------------ | ---------- | ---------- |
| 1 | Модель 501   | 06.07.1984 | Неудачный  |
| 2 | Модель 502   | 17.04.1985 | Успешный   |
| 3 | Модель 503   | 27.12.1986 | Успешный   |
| 4 | Модель 504   | 27.08.1987 | Успешный   |
| 5 | Модель 505   | 22.06.1988 | Успешный   |